# Typocerus sparsus
Typocerus sparsus är en skalbaggsart som beskrevs av Leconte 1878. Typocerus sparsus ingår i släktet Typocerus och familjen långhorningar. Inga underarter finns listade i Catalogue of Life.